# Ono San Pietro
Ono San Pietro es una localidad y comune italiana de la provincia de Brescia, región de Lombardía, con 985 habitantes.

## Evolución demográfica
| Gráfica de evolución demográfica de Ono San Pietro entre 1861 y 2001 |
|                                                                      |
| Fuente ISTAT - elaboración gráfica de Wikipedia                      |